# Shinichi Itoh
Shinichi Itoh - em japonês, 伊藤 真一 Itō Shin'ichi (Kakuda, 7 de dezembro de 1966) é um ex-motociclista japonês.

## Carreira
Em 14 temporadas na MotoGP, Itoh obteve 6 pódios, uma pole position e uma volta mais rápida. Entre 1988 e 1992, correu apenas o GP de seu país natal, somente a partir de 1993 que tornaria-se um piloto fixo da categoria, onde permaneceria em tempo integral até 1996. Disputou ainda outras 5 provas entre 1999 e 2007, uma vez que disputava o Campeonato Japonês de Superbike e também chegou a ser piloto de testes da Ducati em 2005.
Aos 44 anos, em 2011, surpreendeu ao voltar novamente a disputar um GP, juntamente com seu compatriota Kousuke Akiyoshi, este último na condição de convidado. O desempenho de Itoh foi razoável, tendo o experiente piloto obtido o 13º lugar e marcado 3 pontos, que renderam a ele o 22º posto na classificação geral.